# 4519 Voronezh
4519 Voronezh là một tiểu hành tinh vành đai chính với chu kỳ quỹ đạo là 1194.9756849 ngày (3.27 năm).
Nó được phát hiện ngày 18 tháng 12 năm 1976.